# Stellidia estella
Stellidia estella är en fjärilsart som beskrevs av Jones 1912. Stellidia estella ingår i släktet Stellidia och familjen nattflyn. Inga underarter finns listade i Catalogue of Life.